# Albert Schmidt (Politiker, 1922)
Albert Schmidt (* 27. November 1922 in Wien; † 13. August 2007 ebenda) war ein österreichischer Politiker der FPÖ.
Albert Schmidt legte im Jahr 1940 seine Matura ab und schloss ein Studium an der Universität Wien im Jahr 1951 mit der Promotion ab. Danach war er als Bundesbeamter, zuletzt als Ministerialrat im österreichischen Finanzministerium tätig. Von 1959 bis 1971 gehörte er dem Wiener Gemeinderat an, 1963 wurde er zum Obmann der Gemeinderatsfraktion der FPÖ gewählt. Er gehörte dem Landesparteivorstand Wien und von 1992 bis 1996 der Bundesparteileitung an. Von 1990 bis 1998 war er im Wiener Seniorenring engagiert. Er war als Mitglied der FPÖ vom 4. November 1971 bis zum 4. Juni 1979 Abgeordneter im Nationalrat (13. und 14. Legislaturperiode). Schmidt wurde am Wiener Zentralfriedhof bestattet.